# Євдокимово (Афанасьєвський район)
Євдоки́мово (рос. Евдокимово) — присілок у складі Афанасьєвського району Кіровської області, Росія. Входить до складу Ічетовкінського сільського поселення.
Населення становить 3 особи (2010, 7 у 2002).
Національний склад станом на 2002 рік — росіяни 100 %.